# بی‌گولوو
بی‌گولوو (انگلیسی: Beygulovo) یک شهرک در شهرستان اوفیمسکی استان باشقیرستان کشور روسیه است.